# Me, Myself and I (chanson de G-Eazy et Bebe Rexha)
Pour les articles homonymes, voir Me, Myself and I.
Singles par G-Eazy
Lolla That
(2014) Random
(2015)
Singles par Bebe Rexha
Gone
(2014) No Broken Hearts
(2016)
Me, Myself & I est une chanson du rappeur G-Eazy en featuring avec la chanteuse Bebe Rexha, extrait de l'album When It's Dark Out, sorti en 2015. Reprise en Septembre 2016 lors d'une prestation live aux MTV videos musics awards avec Britney Spears.

## Classements musicaux
| Classement (2015-16)                    | Meilleure position |
| --------------------------------------- | ------------------ |
| Allemagne (Media Control AG)            | 7                  |
| Autriche (Ö3 Austria Top 40)            | 6                  |
| Australie (ARIA)                        | 19                 |
| Belgique (Flandre Ultratop 50 Singles)  | 13                 |
| Belgique (Wallonie Ultratop 50 Singles) | 36                 |
| Canada (Hot 100)                        | 10                 |
| Danemark (Tracklisten)                  | 7                  |
| Espagne (PROMUSICAE)                    | 50                 |
| États-Unis (Hot 100)                    | 7                  |
| États-Unis (Rap Songs)                  | 1                  |
| États-Unis (Digital Songs)              | 6                  |
| Finlande (Suomen virallinen lista)      | 5                  |
| France (SNEP)                           | 9                  |
| France (SNEP Streaming)                 | 5                  |
| Italie (FIMI)                           | 30                 |
| Norvège (VG-lista)                      | 2                  |
| Nouvelle-Zélande (RMNZ)                 | 9                  |
| Pays-Bas (Single Top 100)               | 11                 |
| Royaume-Uni (UK Singles Chart)          | 13                 |
| Suède (Sverigetopplistan)               | 4                  |
| Suisse (Schweizer Hitparade)            | 17                 |

### Certifications
| Région                                                                                                 | Certification | Ventes/Streams |
| --- | ------------- | -------------- |
| Australie (ARIA)                                                                                       | Or            | 35 000x        |
| Canada (Music Canada)                                                                                  | Or            | 40 000x        |
| Danemark (IFPI)                                                                                        | Or            | 30 000*        |
| États-Unis (RIAA)                                                                                      | Platine       | 1 000 000*     |
| Italie (FIMI)                                                                                          | Or            | 25 000*        |
| Nouvelle-Zélande (RMNZ)                                                                                | Platine       | 15 000*        |
| *Ventes selon la certification ^Mise en rayon selon la certification xNon précisé par la certification |               |                |